# 日電商会
株式会社日電商会（にちでんしょうかい）は、堺市堺区に本社を置く、電気通信工事等を行うシステムインテグレーターである。南海グループの一員。

## 概要
親会社の南海電鉄をはじめ南海グループや髙島屋とも取引しており、また南海沿線（大阪府・和歌山県）の企業や官公庁、更には大手企業・学校との取引もある通信建設会社である。NECのディーラーでもある。

## 事業
- 弱電設備工事

自動電話交換設備、コードレス電話設備、IP電話設備、インターホン設備、音声コミュニケーションサーバー（IP-PBX等）、ビル中央監視設備、放送（非常放送含む）設備など
- 無線電話設備工事

MCA無線・業務無線、防災行政無線設備、無線局アンテナ設備、列車無線設備など
- ネットワーク・通信工事

PHS・携帯電話局設備工事、ITV（CCTV）設備工事、案内表示設備工事、LAN/WAN構築・配線工事、光ケーブル工事、CATV設備工事など
- サポート・販売

保守・メンテナンスサポート、コンピューター機器類、ソフトウェア、OA機器類・サプライ品など

## 沿革
- 1946年9月 - NEC大阪支所の難波荷扱所として有・無線通信機器据付・修理・加工調整の業務を請負、同時にNEC販売特約店として会社設立。
- 1947年 - 新日本電気との特約店契約を締結、同時に新日本電気難波サービスステーションを代行業務を開始。
- 1970年 - NECホームエレクトロニクス特約店契約を締結。
- 1982年6月 - 南海電鉄グループの子会社となる。
- 1987年6月 - 和歌山支店を開設し、和歌山県内の営業拠点を強化。
- 2013年8月 - 本社を堺市に移転。